# Grabschrein von Clones
Der mittelalterliche Grabschrein von Clones (auch St. Tighearnach’s Shrine genannt) steht im Kloster St. Tigearnach in Clones im County Monaghan in Irland.
Der Schrein weicht in der Form von den in Irland verbreiteten Zeltschreinen (Killoluaig, Temple Cronan) ab und hat die Form einer Kirche.
Frederick Wakeman (1822–1900) schreibt sinngemäß: Auf einer Linie zwischen dem Rundturm und der Abtei und direkt gegenüber dem ehemaligen Eingang des Gebäudes befindet sich ein Denkmal, das in gewisser Hinsicht anders ist als alles, was sonst in Irland bemerkt wurde.
Eine ähnliche Form ist in der nördlichen Hälfte Irlands als „Mortuary House“ bekannt. Beispiele gibt es in Banagher, Bovenagh und Saul.
Der Schrein besteht aus einem Block aus hartem rotem Sandstein, ist 1,78 m lang und 91 cm hoch und wie Kirchen dieser Zeit Ost-West orientiert. Das Innere ist ausgehöhlt, so dass der Schrein etwa der Form von St. Ethelreda, in der Kathedrale von Ely in Cambridgeshire entspricht. 
Auf dem östlichen Giebel ist der obere Teil einer menschlichen Figur geschnitzt, deren Kopf wahrscheinlich von einer Mitra bedeckt ist. Auf der Südseite befinden sich zwei Tierköpfe, die im Stil einigen grotesken Schnitzereien ähnlich sind, die im Rundturm von Ardmore erhalten blieben. Die Nord- und Westseite sind eben.
Der Schrein wurde nachmittelalterlich von den McMahons oder McDonnells als Familiengrab genutzt.